# Любов і злоба
«Любов і злоба» (хорв. Ljubav i zloba) — опера на дві дії хорватського композитора Ватрослава Лисинського. Вважається першою хорватською оперою. Уперше поставлена 28 березня 1846 у Загребі. Хорватію стала історично другою слов'янською країною після Росії, що отримала національну оперу.

## Створення і постановка
Учасники іллірійського руху тривалий час обговорювали ідею написання опери за зразком першої слов'янської національної опери «Життя за царя» Михайла Глінки. Молодий Лисинський на цей час вже був автором патріотичної пісні «Prosto zrakom ptica leti» — і тому ця місія випала саме йому. Візнер Моргенштерн, вчитель музики допомагав Лисинському з оркестровкою опери.
Опера була написана до 1845 року, однак криваві події 29 серпня 1845 року, коли австрійські солдати відкрили вогонь по членах національної партії, що вийшли опротестувати результати виборів, на рік відтермінували постановку опери.
Прем'єра відбулася у приміщенні Старої Мерії в Загребі з величезним успіхом. Головні ролі виконували молоді хорватські оперні співаки, прихильники іллірійського руху — 27-річна Сідонія Рубідо (Sidonija Rubido), Альберто Штріга (Alberto Ognjan Štriga) і Франьйо Стазіч (Franjo Stazić).

## Лібрето
Дія відбувається на початку 16-го століття у Спліті.
Дія перша.
Князь Велимир пообіцяв руку своєї доньки Любиці дворянину Вукосаву. Однак у Любиці взаємне кохання з молодим Обреном. Вукосав дізнається про це і кидається на Обрена з мечем, однак Велимир їх розбороняє і забороняє обом відвідувати його дім, на що Вукосав обіцяє помститися. («Ja ti krvnu navješćam osvetu, Da uvrijede ne opraštam, znaj!»)
Дія друга.
Любиця і Обрен кохаються. Їх відслідковує Вукосав і доносить про це Велимиру. Однак Велимир з гнівом відходить. Тоді Вукосав наказує слузі Бранкові домовитися з 12 гайдуками, щоб ті викрали Любицю, а Обрена вбили.
Велимир примушує Любицю написати Обрену листа, в якому вона б йому відмовила, однак у цей момент вторгаються гайдуки і викрадають усіх трьох — Обрена, Любицю і Велимира. Велимир зізнається, що він змушував Любицю писати листа. Вукосав радіє ув'язненим, однак в цей момент з'являється приятель Обрена дворянин Людевіт з групою селян. Вукосав замахується ножем на Любицю, однак вдарити не встигає — в цей момент стріляє Людевіт. Гайдуки тікають, а звільнені і їх визволителі прославляють Бога і Любов: «Slava tebi na nebesi', Ljubav koj sveđ branio jesi. Tvoja učini milost sada, Ljubav zlobu da nadvlada.»